# Анна Амалия фон Насау-Диленбург (1616–1649)
Анна Амалия фон Насау-Диленбург (на немски: Anna Amalia von Nassau-Dillenburg; * 1 ноември 1616, Байлщайн; † 6 юли 1649, Алтенкирхен) е графиня от Насау-Диленбург и чрез женитби графиня на Вид-Нойвид и на Сайн-Витгенщайн-Сайн.

## Произход
Тя е най-голямата дъщеря на граф (от 1654 г. княз) Лудвиг Хайнрих фон Насау-Диленбург (1594 – 1662) и първата му съпруга графиня Катарина фон Сайн-Витгенщайн (1588 – 1651), дъщеря на Лудвиг I фон Сайн-Витгенщайн (1532 – 1605) и Елизабет фон Золмс-Лаубах (1549 – 1599).
Анна Амалия фон Насау-Диленбург умира на 6 юли 1649 г. на 42 години в Алтенкирхен, Рюген, Мекленбург-Предна-Померания, и е погребана там.

## Фамилия
Първи брак: на 25 април 1638 г. в Диленбург с граф Филип Лудвиг II фон Вид († 16 октомври 1638, Диленбург). Бракът е бездетен.
Втори брак: на 6 декември 1646 г. в Диленбург с роднината си граф Кристиан фон Сайн-Витгенщайн-Сайн, господар на Киршгартс хаузен († 29 октомври 1675, Виена). Те имат една дъщеря:
- Анна Катарина фон Сайн-Витгенщайн-Сайн (* 1648)

Кристиан фон Сайн-Витгенщайн-Сайн се жени втори път на 25 февруари 1651 г. в Офенбах за графиня Филипина фон Изенбург-Бюдинген-Бирщайн (1618 – 1655).